# Котельниково (Обоянский район)
Котельниково — село в Обоянском районе Курской области.
Расположено на левом берегу истока речки Полная (приток Сейма) в 15 км по автодороге от районного центра — Обояни, и в 60 км от Курска. На противоположном берегу реки находятся село Полукотельниково и деревня Потопахино, имеющие с селом во многом общую инфраструктуру.
В 8 км от села проходит трасса М2 «Крым».
Ближайшая пассажирская железнодорожная станция находится в Обояни.

## История
- В 1937[1]-1941 годах, перед ВОВ, в селе Котельниково, располагавшемся на западном берегау реки Полная, были 358 дворов, православная церковь, почтовое отделение, четыре ветряные мельницы, колхоз, небольшой пруд и сельсовет.[1]
- На 2000-е годы в селе насчитывается около 150 дворов.

## Население
| 2002 | 2010 |
| ---- | ---- |
| 608  | ↘465 |

В селе родился Герой Советского Союза Иван Конев.

## Основные сведения
Основное занятие населения — сельское хозяйство.
В селе есть крупный сад, животноводческая ферма и машинный парк, в северной части есть довольно крупный пруд.
В село подведён магистральный природный газ, электроэнергия, есть артезианская скважина.
Работает средняя школа.
В соседнем селе Полукотельниково действует православный храм Илья Пророк|Илии Пророка, построенный в XIX веке.